# 镇平站
镇平站，位于中华人民共和国河南省南阳市镇平县，是宁西铁路上的火车站，始建于2000年，并于2005年启用营运，由郑州局集团管辖。

## 歷史
- 建于2000年。
- 2005年通车启用。

## 車站周邊
- 镇平裕和源商务酒店
- 镇平县审计局
- 镇平县地税局
- 镇平县民政局募捐办公室
- 镇平县全民游乐中心
- 镇平县人民法院
- 国家电网镇平电业局城区客服中心